# Dr.SLUMP ほよよ! 宇宙大冒険
『Dr.SLUMP “ほよよ!”宇宙大冒険』（ドクタースランプ ほよよスペース・アドベンチャー）は、1982年7月10日に東映系で公開された東映動画製作の長編アニメーション映画。鳥山明の漫画『Dr.スランプ』を原作とするアニメ『Dr.スランプ アラレちゃん』の劇場版2作。
キャッチコピーは「アラレ大奮闘! ペンギン村から飛びだした スペース・アドベンチャー」。

## 解説
『Dr.スランプ』の劇場版は10作品あるがほとんどは短編映画で、全90分の長編は本作のみである。当作品は、公開時放送していたテレビアニメ『Dr.スランプ アラレちゃん』の劇場版だが、『Dr.SLUMP（ドクタースランプ）』というタイトルで制作・上映されている。また、『“ほよよ!”宇宙大冒険（スペース・アドベンチャー）』というサブタイトルは、後に家庭用ビデオソフト発売の際に名づけられている。当時はVHSとともにベータマックス版も発売した。原作には存在しない劇場版オリジナルストーリーで、マシリトや山吹みどりなどのキャラクターの設定が漫画やテレビアニメと少し異なる。
テレビ放送は1983年7月14日に『木曜ファミリーワイド』枠で放送、その後1984年の『新春アニメ劇場』第1回として、7時30分 - 8時26分で放送、また1992年の『Dr.スランプアラレちゃん‘92お正月スペシャル』の1月3日金曜日6時45分 - 8時30分に放送された。2004年9月22日には本作のサウンドトラック「ドクタースランプ 音楽集」が発売された。

## あらすじ
巨大な悪が宇宙を蹂躙しようとしていた。
それとは無関係に平和なペンギン村。村立中学園は夏休みに入ることに。成績表を渡す山吹みどり先生だったが、その最中泣き崩れてしまう。則巻アラレたち生徒が問いただすと、退職して故郷に帰り、結婚しなければならないのだという。
山吹先生にベタ惚れの則巻千兵衛はともに故郷に行くと言う。それに対して山吹先生は自分の故郷は宇宙の彼方にあるタケヤサオダケ星だと告げ、千兵衛を驚愕させる。かつて誤って宇宙船に乗り、タケヤサオダケに行ってしまった山吹先生は、そこで義親として世話になった国王夫妻に恩返ししようと決意し、タケヤ王妃が病に倒れたと聞いて向かう決意をした。山吹先生の意思に感銘を受けた千兵衛はたとえ宇宙の彼方だろうとついて行くと宣言する。
しかし、荷支度をした千兵衛が山吹先生の自宅・アンギラスマンションに向かうが、その目の前で山吹先生は迎えにやってきた宇宙船とともに去ってしまう。
山吹先生に会えなくなり放心状態の千兵衛。ついには幻覚をも見るようになり、寝込んでしまう。それを見かねたアラレは、千兵衛を山吹先生に会わせようと、ガッちゃんとともに、深夜の研究室で宇宙船を作り始める。そのアラレの姿を見て千兵衛は勇気付けられると、天才科学者である自ら宇宙船を作ってタケヤサオダケ星に乗り込むと行動を開始する。
そして完成した宇宙戦艦「スランプ号」に、“いつものメンバー”であるアラレの悪ガキ仲間、木緑あかね、空豆ピースケ、空豆タロウを乗せ、騒動を起こしながらも地球を発った。
一方、タケヤサオダケ星に到着した山吹先生の前には、浮かない様子の国王夫妻の姿。サオダケ王はこの星は昔の平和な星ではなくなってしまった、という。そして現れたマシリト。宇宙を征服したマシリトはタケヤサオダケ星で手に入れた山吹先生の写真を見て、自分の妻にしようと罠にかけた。
その時、マシリトは千兵衛たちの存在に気付く。山吹先生が強引に迫るマシリトに平手打ちを食らわせて拒絶すると、激昂したマシリトは部下の三悪人、ヨウ・チエン、ホイ・クエン、リボン・チャンに千兵衛たちを皆殺しにしろと命じる。
その頃、千兵衛がスランプ号にトイレを付け忘れたために立ち寄った惑星で、千兵衛たちは何者かに襲撃される。その正体はスッパマンだった。この惑星はスッパマンの故郷オカカウメ星だったが、マシリトたちによって襲撃され廃墟と化してしまっていた。
そのオカカウメ星に、千兵衛たちを追ってやってきた三悪人は、留守番中だったアラレとガッちゃんにおちょくられてしまう。モビルスーツ「リブギゴ」を繰り出すが返り討ちに会い、宇宙戦艦「ウルトラヘッド」ごと撃墜されてしまう。
なおも強引に山吹先生に迫るマシリト。しかし千兵衛たちがタケヤサオダケ星に向かっていることを知ると、大艦隊を迎撃に向かわせた。

## ゲストキャラクター
山吹みどり（やまぶき みどり）
中学園の女教師で、アラレたちの担任（レギュラーキャラクターだが、今作のみのキーパーソン設定があるため特筆する）。幼少期に都会島の遊園地で両親とはぐれた際に、遊園地にあった本物のロケットに誤って乗り、地球から遠く離れたタケヤサオダケ星に行き、そこで王夫妻の養女として過ごした。しかし、みどりの地球への想いを察した王夫妻がみどりの実の両親を探し当て、地球に戻ることになった。タケヤ王妃が病に倒れたことを聞き、退職してタケヤサオダケ星に帰ることになる。
小説版では大都会島の航空会社重役のひとり娘であることが明かされている。
Dr.マシリト（ドクター・マシリト）
宇宙の支配を企む悪の天才科学者。「宇宙一最悪な悪者」で、自分に反抗する人々が住む惑星の都市を手下に壊滅させており、マシリト曰く反抗する惑星もなくなった。また、「宇宙の帝王」と自称している。性格は冷酷で、かなりのマザコンである。タケヤサオダケ星を征服した際、みどりの写真を見てみどりに一目ぼれする。タケヤ王妃が病に倒れたという嘘の情報を地球に伝え、みどりをおびき寄せる。最後はキャラメルマンに搭乗してアラレと全宇宙をかけて戦う。一人称は「ボク」「わたし」。
マシリトはテレビアニメ版で野沢那智が演じていたが、本作のみ山田康雄がマシリトを演じている。
小説版では家計簿をつけるという家庭的な趣味がある。また、各惑星を侵略して戦利品を分捕って優雅な生活をしている。所持している手鏡は『白雪姫』に登場する魔法の鏡の破片を拾い集めたものであり、アッコちゃんのコンパクトも同じものだという。
ヨウ・チエン
マシリトの手下である「宇宙の三悪人」のリーダー。3人とも姿は地球人に似ている。宇宙パトロール隊隊長であり、戦艦「ウルトラヘッド」の指揮官を務める。「リブギゴ」で各惑星の都市を壊滅している。
幼稚園児のような服装をしていた原作とは異なり、西洋風の鎧とマントを身につけている。一部の関連書籍では「ヨウ・チェン」と表記されている。
リボン・チャン
宇宙の三悪人の紅一点であり、宇宙パトロール隊隊員。原作同様、幼稚園児のような服装をしている。フムトタイヘン（ウンチのこと。オシッコはチビルトタイヘン）が苦手。
ホイ・クエン
宇宙の三悪人の1人であり、宇宙パトロール隊隊員。原作同様、幼稚園児のような服装をしている。リブギゴに搭乗し、オカカウメ星でスランプ号を攻撃しようとするが、アラレにプロレスごっこで遊ばれぶっ飛ばされる。学歴は中学校中退。一部の関連書籍では「ホイ・クェン」と表記されている。
サオダケ王、タケヤ王妃
タケヤサオダケ星の王。王夫妻は子どもがいなかったため、みどりを実の子以上に可愛がる。
小説版では2人の間に子供がいない理由は、手も握ったことがないからだと説明されている。
マシリトのママ
マシリトが母親として慕う巨大な石像。マシリトのことを「マシリトちゃん」と呼んでいて、マシリトに甘い。最後は壊れ、ロボットだったということが判明する。小説版では登場しない。
トリヤマ
宮殿においてマシリトの執事を務める侍従。ロボットの姿であり、原作者である鳥山明の自画像に似ている。「トリ山」とも表記される。小説版ではいちいち新婚であることをアピールしている。
コドモドラゴン
カニガニ星に住む怪獣。星に立ち寄ったアラレたちと仲良くなり、ジャンケンや鬼ごっこをして遊んだ。初期シナリオでは母親ドラゴンも存在していた。小説版ではカニガニ星には寄っていないため登場しない。

## メカニック
宇宙SF要素を押し出しているため、作中には様々なメカニズムが登場する。
宇宙戦艦「スランプ号」
タケヤサオダケ星に向かうため、則巻千兵衛によって製作された宇宙戦艦。小説版での名は「ラムール号」。設定資料では「宇宙船スランプ号（宇宙戦艦ヤマトイモ）」、ビデオ裏の解説などでは「ヤマトイモ号」とされている。詳細な大きさは不明。シルエットは周囲から「イモ」と称される。宇宙戦艦と名乗っているものの、武装はパラボラ光線砲1、対空機銃2、小型艦載機2のみである。地上移動用にジープを搭載している。当時はスポーツカーが流行の先端であったため、タロウやあかねには散々貶された。装甲は強力で、艦載機の攻撃はまったく受け付けなかった。至近距離で巨大宇宙母艦（後述）が爆散した際は、航行は可能であったものの、操舵に難が出てタケヤサオダケ星に不時着することに「ターボチャージ」と称されるエンジン過荷システムを備える。この際には船体前部上面のハッチからユニットを露出させるが、装甲の外に露出させるため攻撃に弱い。乗員定数は5名（ガッちゃん含まず）。会話が可能な高性能コンピューターが航路の計算などを行うが、命令されるのが嫌い。しかし、下手に出るとあっさり応じたので「調子の良い奴」とあかねらに評されている。重力圏では飛行が不安定になり、地球からの発進時には山に接触した。当初トイレを付け忘れていたため、様々な星に着陸するはめになる。タケヤサオダケ星での修理の際に追設。
宇宙戦艦「ウルトラヘッド」
マシリトの手下の三悪人が操る宇宙戦艦。「ウルトラ・ヘッド」とも表記される。形状がウルトラマンの頭部に酷似しており、原作にも登場している。モビルスーツ1体を搭載可能。偵察用のテレビカメラ搭載飛翔体「スパイボール」を搭載。オカカウメ星を壊滅させたとスッパマンが語っているが、本格的な戦闘シーンのないままアラレに撃墜されたため、自体の武装は不明。
マシリト巨大艦と艦載機
クモ型の巨大宇宙母艦と、それに随伴する昆虫型宇宙小型戦闘機。スランプ号より遥かに巨大で、地球以上の高度文明を持つ惑星の大都市を、すっぽりと覆う。マシリトが製作したマシンとしてはシリーズ最大の巨体。母艦は吸着ビームを備え、引き寄せた相手艦を巨大マニピュレーターで押し潰す。艦載機はハチ型小型戦闘機、カマキリ型小型戦闘機、テントウムシ型小型戦闘機、ゴミムシ型小型戦闘機が存在する。スランプ号を押し潰そうとしたが、内部に突入したアラレとガッちゃんが暴れたことで撃沈された。
リブギゴ
ゴキブリの姿を模したモビルスーツ。ウルトラヘッドに搭載されている。「リブギゴギンチョールハイパーバズーカ」と呼ばれる殺虫剤の噴霧器を模したエネルギー砲を装備している。ロボットのザ・ベストテン4週連続1位を記録。だが、アラレにはまったく敵わなかった。原作にも登場していたがテレビアニメでは該当シーンがカットされ、この劇場版で晴れて登場となっている。後にアニメオリジナルストーリーである第204話と第219話にも登場している。原作では茶色を基調とするカラーリングだが、映画では紫系になっている。
小説版では名前が「リブギコ」になっている。体長4.9メートル、体重30トンであり、破壊力はメガトン級爆弾に相当する。マシリトの製作であり、タケヤサオダケ星やオカカウメ星の国民にはゴキブリのように恐れられていた。また、小学生程度の学力と運動神経があればコントロールできるように設計されている。
キャラメルマン
マシリト製作の、搭乗型戦闘用二足歩行ロボット。原作・テレビシリーズに登場する「キャラメルマン1号」を基本としているが、原作・テレビシリーズのキャラメルマン1号より巨大。特定の武装は備えておらず、格闘戦を前提とした兵器。惑星を動かすほどのパワーを持ち、アラレと激闘を繰り広げる。
小説版では1号ではなくキャラメルマン3号が登場してアラレと対決している。オート三輪のようなスタイルで、1号を上回るパワーと超未来武装、2号の数倍を誇るスピードを併せ持ち、右腕は特殊ゴム製のハサミカプセル、左腕はビーム砲になっている。その他に望遠鏡、電動サンルーフ、高級本皮ばりリクライニングシート、全自動エアコン、4スピーカーオートリバースステレオなどが装備されている。ビーム砲の下から発射したウンチロボットでアラレの動きを止めるが、ピースケによりタイヤの空気を抜かれ、その隙にアラレの体当たりをくらい敗れる。
光るUFO（ひかるユーフォー）
タケヤサオダケ星からみどりを迎えにきた飛行物体。船内には乗組員の姿はなく、コンピューター「オハル」により動いている。
小説版ではコンピューターの名前が「ハルノメザメ一六一一」となっており、性能は優秀だが、そのいかがわしい名前や製作者であるマシリトの性格を反映したような女たらしな口調にみどりは嫌悪感を抱いた。みどりが1歳のときの写真を分析して23年後のみどりのモンタージュ写真を作っていたが、実物の方が数倍美しく、美しさを侮辱する者は許せないという理由でコンピューターはマシリトに破壊されることになる。
改造パトカー
アラレの体当たりから逃れるために、足が伸びるように改造されたペンギン村警察署のパトカー。

## 舞台
タケヤサオダケ星（タケヤサオダケせい）
銀河系第八星雲にある惑星。スランプ号の最終目的地であり、地球から約8万光年の位置に存在する。スランプ号ではNo.3618、マシリトのUFOではTRX-1138という番号で呼ばれた。高度な科学力を持ち、未来的な街並みが広がっているが、すでにマシリトによって支配されている。
小説版では一四七（イースーチー、地球でいう七五三）という行事があることが語られた。
カニガニ星（カニガニせい） / 名もない惑星
「トイレ」のためにスランプ号が緊急着陸した星。不思議な形をした様々な岩がそそり立ち、コドモドラゴンが生息している。初期シナリオでは赤茶色の星で、大きな3つの火山が小さな星の大部分を形作っている原始的な雰囲気の火山星と説明されている。
雪星（ゆきぼし）
スランプ号がカニガニ星の次に着陸した星。巨大な雪が降る氷の惑星で、アラレが巨大な雪だるまを作っていた。
花星（はなぼし）
スランプ号が雪星の次に着陸した星。鮮やかな大輪の花々が一面に広がっており、空にも花のような形の雲が浮かんでいる。
オカカウメ星（オカカウメぼし）
スランプ号が花星の次に着陸した星。スッパマンの故郷の星だが、ウルトラヘッドとリブギゴの攻撃により廃墟と化している。空は赤く、複雑な宝石の結晶の如き形の建物がそびえている。
キラキラ星（キラキラぼし）
小説版に登場。名前はピースケが勝手につけたもの。スランプ号がオカカウメ星の次に着陸した星であり、荒涼とした台地が広がっている。ガッちゃんによるとこの星の岩は一番おいしいものであり、岩のコシヒカリだという。
なお、小説版でスランプ号がタケヤサオダケ星までの間に立ち寄った描写がある星は無人星、オカカウメ星、キラキラ星のみ。

## キャスト
役名はノンクレジット。特記の無い役名は『ロードショー特別編集 ドクタースランプ』より。
- 則巻アラレ：小山茉美
- 則巻センベエ：内海賢二
- 木緑あかね、皿田きのこ：杉山佳寿子
- 空豆タロウ：古川登志夫
- 空豆ピースケ、木緑あおい：神保なおみ
- 山吹せんせい、オハル：向井真理子
- 則巻ガッちゃん：中野聖子
- ニコチャン大王：大竹宏
- ガラ：田の中勇
- メガネブタ、パゴス：佐藤正治
- スッパマン：玄田哲章
- 空豆クリキントン：戸谷公次
- ニコチャン家来[20]：千葉繁
- Dr.マシリト[20]：山田康雄
- リボン・チャン：増山江威子
- ヨウ・チェン：柴田秀勝
- ホイ・クェン：兼本新吾
- サオダケ：滝口順平
- タケヤ：京田尚子
- マシリトのママ：山口奈々
- トリヤマ：龍田直樹

## スタッフ
- 製作総指揮 - 今田智憲
- 原作：鳥山明（集英社 「週刊少年ジャンプ」連載『Dr.スランプ』より）
- 企画 - 七條敬三、有賀健
- 製作担当 - 岸本松司
- 脚本 - 雪室俊一、金春智子、井上敏樹、島田満
- 音楽 - 菊池俊輔
- 作画監督・キャラクターデザイン：前田実
- 美術監督 - 浦田又治
- 美術補佐 - 山口俊和
- 撮影監督 - 白井久男、佐野禎史
- 編集 - 花井正明
- 録音 - 二宮健治
- 監督 - 永丘昭典
- 原画 - 進藤満尾、内山まさゆき、平野俊貴、平山智、須田正己、北原健雄、前田みのる、渡辺浩 他
- 動画 - 玉沢君子、こむら直美、奥野明子、多田雅治、黒見紗子、岩田せつ子 他
- 動画チェッカー - 新井豊
- ゼログラフ - 戸塚友子、酒井日出子
- トレース - 黒沢和子、平瀬志営、綱代清司、鈴木義剛、曽根由貴子、秋山益代、加藤順子
- 彩色 - 佐藤道代、村田邦子、紫陸之、中村映二、大堀陽子、金丸ゆう子、鈴木安子、根本圭子
- 特殊効果 - 堰合昇、佐藤章二
- 検査 - 前田剛弘、新井マリー
- 背景 - 陶山尚治、丸森俊照、沢田隆夫、横山幸博、小笠原ゑつこ、日野典子、栗飯原晴美、小林裕子
- 撮影 - 須崎博志、原正一、山田廣明、池上元秋、佐野和広、酒井晴美、笹本智子、星野毅、遠藤智子、重山恵美子
- 編集助手 - 片桐公一、木村衣久子
- 録音助手 - 佐藤守
- 音響効果 - 新井秀徳
- 協力 - りんたろう、小松亘弘
- 録音スタジオ - タバック
- 助監督 - 矢部秋則、西尾大介
- 記録 - 竹沢裕美子
- 仕上げ進行 - 藤本芳弘
- 美術進行 - 服部たつや
- 製作進行 - 樋口宗久
- 製作進行主任 - 関口考治
- 現像 - 東映化学
- 協力プロダクション - スタジオ・ジュニオ、玉沢動画舎、トミプロダクション、Zファイブ、スタジオコクピット、スタジオカーペンター、ヴォルテール、プロダクションアクト、スタジオタージ、スズキ動画企画、オニオン、こずえアニメ、協栄プロ、タカプロ、クロッカス、スタジオラスコー、ピーターパン、スタジオコスモス、イマジネーションプロダクト、青二プロダクション
- 配給 - 東映
- アニメーション制作・製作 - 東映動画

## 主題歌
「めちゃんこROCK'N ROLL」
作詞 - 大倉正丈・泉鬼角 / 作曲 - 大倉正丈 / 編曲 - いちひさし / 歌 - ベター・ハーフ
「LOVE CHASER」
作詞 - 島田満 / 作曲 - 菊池俊輔 / 編曲 - いちひさし / 歌 - 山田康雄
「アラレちゃん音頭」
作詞 - 満都南 / 作曲 - 菊池俊輔 / 編曲 - たかしまあきひこ / 歌 - 小山茉美

## 関連商品

### 映像ソフト
- VHS

1984年12月15日に発売。東映ビデオより発売。
- DVD
  - Dr.スランプ劇場版DVD-BOX SLUMP THE BOX MOVIES
2008年9月21日発売。ハピネットより発売。

### サウンドトラック
本作のアルバム。2004年9月22日にコロムビアミュージックエンタテインメントから発売された、サウンドトラックで、本作の劇中で使用された挿入歌やBGMが収録されている。『Dr.スランプ』の劇場作品の中では、唯一のサウンドトラックである。

#### 収録曲
1. オープニング
2. 宇宙をかける野望
3. 平和なペンギン村
4. さよなら山吹先生
5. スランプ号発進!
6. ゆかいな惑星
7. マシリトの夢想
8. 宇宙の帝王マシリト
9. 不気味な惑星オカカウメ星
10. リブギゴ出撃!
11. マシリトのコンチェルト
12. スランプ号・宇宙の攻防
13. アラレVSキャラメルマン 〜マシリトの敗北〜
14. エンディング 〜めちゃんこスーパーディスコ（アラレちゃん音頭）

### 関連書籍
Dr.スランプ 映画編
小説版。集英社文庫コバルトシリーズより。ISBN 4086105047。1982年7月15日発行。作者は映画の脚本家の一人である雪室俊一。内容は映画版とは一部異なる。
ロードショー特別編集 ドクタースランプ
本作の特集本。1982年8月15日発行。オール・ハイライト、設定資料集、シナリオ完全再録、TV版おもいで名シーンなどを収録。シナリオ完全再録は撮影開始時の台詞、ナレーション、シーン説明が再録されたものだが、公開時とは一部異なる箇所がある。
集英社アニメシリーズ Dr.スランプ 映画編
本作のアニメコミック。1982年8月23日発行。
ジャンプ・アニメコミックス Dr.スランプ アラレちゃん ほよよ宇宙大冒険
本作のアニメコミック。1995年4月24日発行。著者：週刊少年ジャンプ編集部、レーベル：ジャンプコミックスセレクション。